# Picrodendraceae

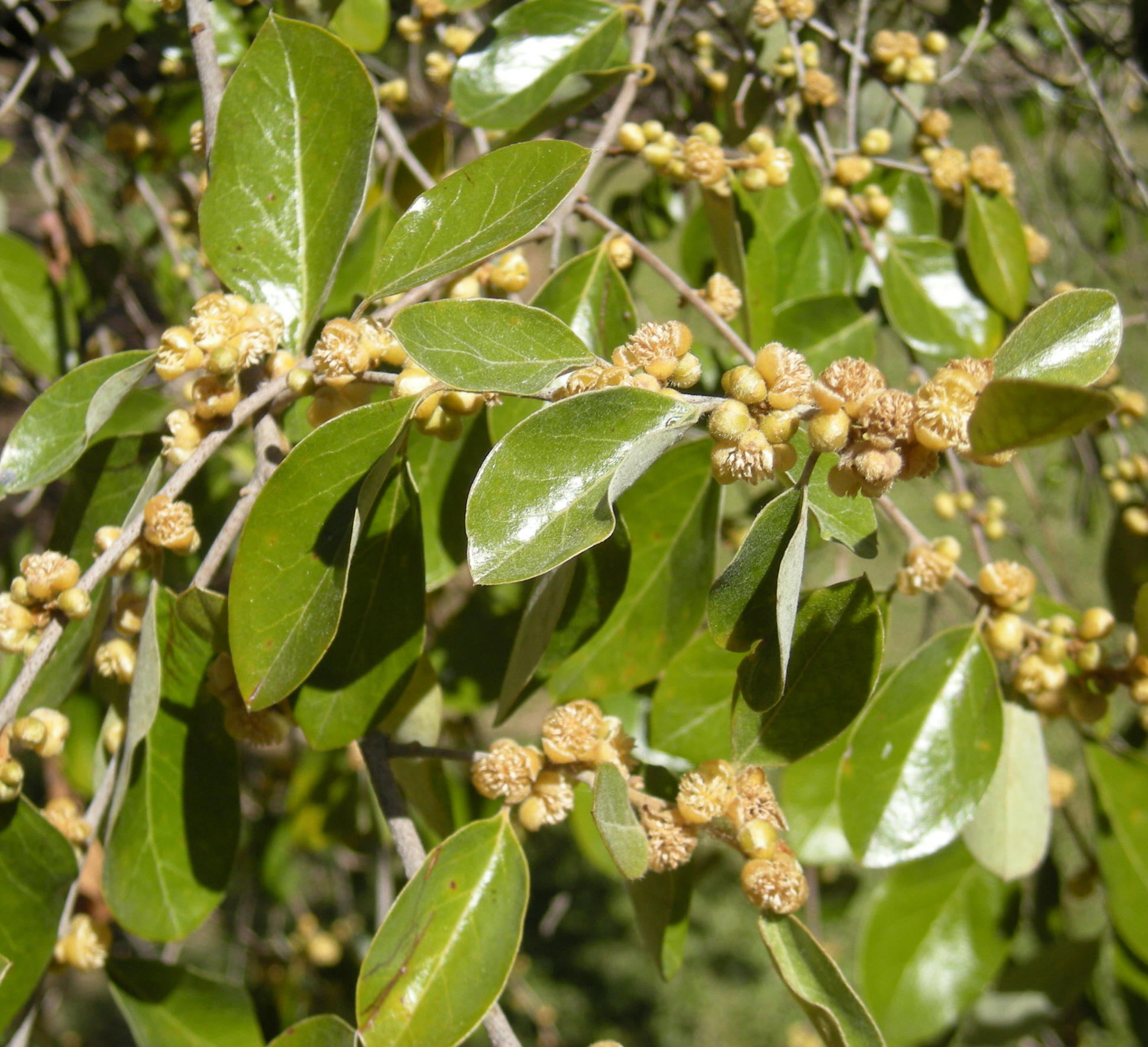
Petalostigma pubescens

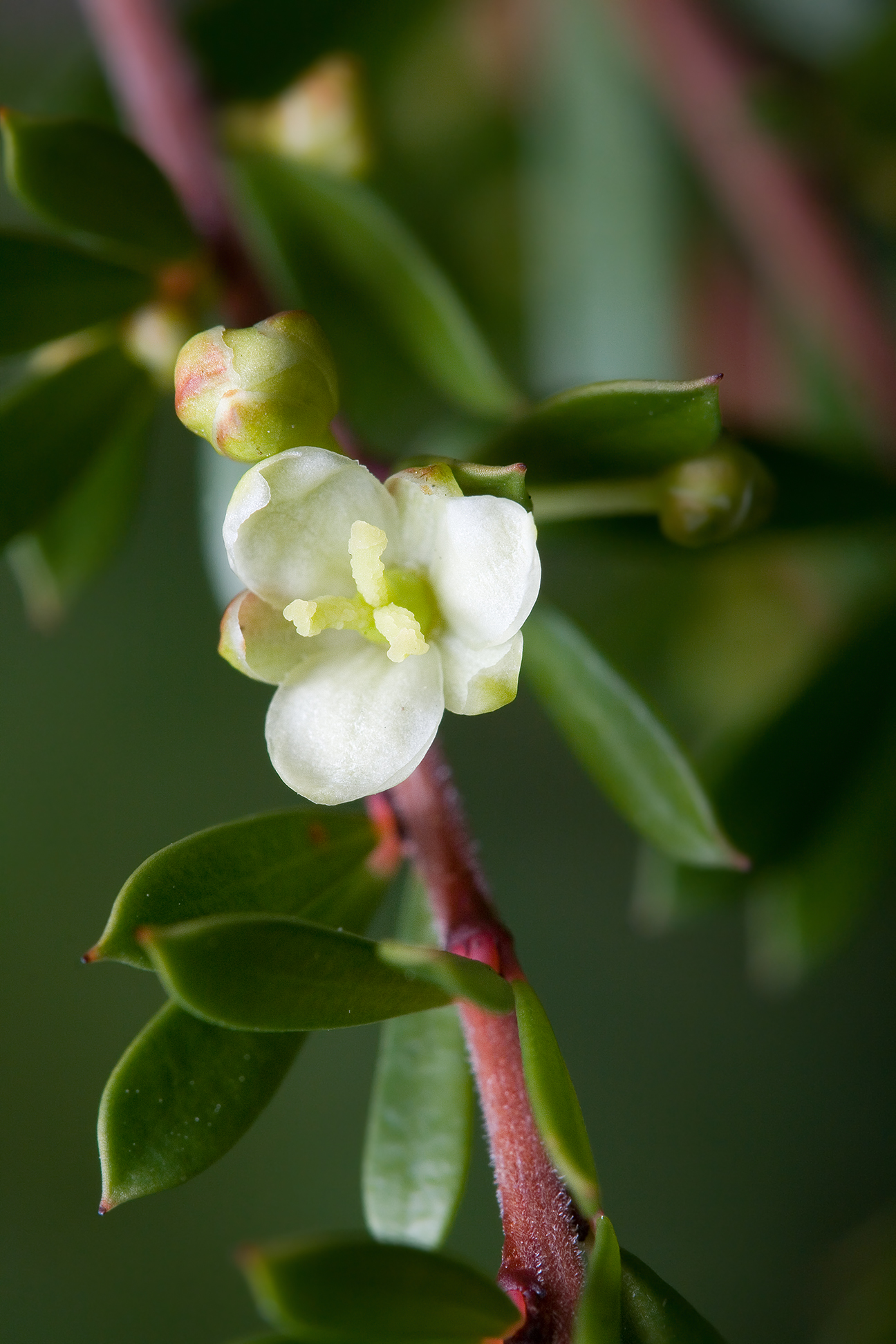
Micrantheum serpentinum

Picrodendraceae je čeleď vyšších dvouděložných rostlin z řádu malpígiotvaré (Malpighiales).

## Charakteristika
Dřeviny se střídavými nebo vstřícnými, jednoduchými nebo dlanitě složenými listy. Květy jsou většinou drobné a jednopohlavné. Samčí květy jsou se 2 až mnoha tyčinkami. Semeník v samičích květech je svrchní, srostlý ze 3 (2 až 5) plodolistů. Plodem je tobolka.
Čeleď zahrnuje asi 80 druhů ve 24 rodech. Je rozšířena v tropech celého světa.

## Taxonomie
Čeleď byla v systému APG II vyčleněna z čeledi pryšcovité (Euphorbiaceae), v níž byla předtím tato skupina
vedena jako podčeleď Oldfieldioideae.
Podle kladogramů APG je sesterskou skupinou čeleď Phyllanthaceae. Taxonomické vztahy k čeledi pryšcovité (Euphorbiaceae)
jsou dosud nedořešené.

## Seznam rodů
Androstachys,
Aristogeitonia,
Austrobuxus,
Choriceras,
Dissiliaria,
Hyaenanche,
Kairothamnus,
Longetia,
Micrantheum,
Mischodon,
Neoroepera,
Oldfieldia,
Parodiodendron,
Petalostigma,
Picrodendron,
Piranhea,
Podocalyx,
Pseudanthus,
Sankowskya,
Scagea,
Stachyandra,
Stachystemon,
Tetracoccus,
Voatamalo,
Whyanbeelia